# Dean Jones
Dean Carroll Jones, född 25 januari 1931 i Decatur, Alabama, död 1 september 2015 i Los Angeles, Kalifornien, var en amerikansk skådespelare. 
Sedan 60-talet har Jones flitigt medverkat i många Disney-filmer, däribland Herbie i Monte Carlo och Katten också. Även om rollerna blev färre med åren, upphörde inte hans samarbete med Disney. Jones var också mycket aktiv inom teater och har medverkat i många Broadway-produktioner. På senare år blev Dean Jones även känd för rollen som Dr. Herman Varnick i filmen Beethoven.

## Filmografi i urval
- 1957 – Jailhouse Rock
- 1963 – Bäddat för tre
- 1965 – Agent DC
- 1966 – Alltid på en onsdag
- 1968 – Spöke på villovägar
- 1968 – En häst i familjen
- 1968 – Gasen i botten, Herbie
- 1970 – Mr. Superinvisible
- 1971 – Den vilda jakten på Charlie
- 1972 – Snöbollsexpressen
- 1973 – Guess Who's Sleeping in My Bed?
- 1977 – Herbie i Monte Carlo
- 1978 – Once Upon a Brothers Grimm
- 1978 – When Every Day Was the Fourth of July
- 1982 – Herbie, the Love Bug (TV-serie)
- 1992 – Beethoven
- 1997 – Katten också
- 1997 – Nu kör vi igen, Herbie!